# شهرستان کرین (تگزاس)
شهرستان کرین، تگزاس (به انگلیسی: Crane County, Texas) یک سکونتگاه مسکونی در ایالات متحده آمریکا است که در تگزاس واقع شده‌است.

## خصوصیات
شهرستان کرین ۲٬۰۳۵٫۷۴ کیلومترمربع مساحت دارد.